# 川西市立けやき坂小学校
川西市立けやき坂小学校（かわにししりつ けやきざかしょうがっこう）は、兵庫県川西市けやき坂3丁目にある公立小学校。児童数は、2015年現在493人。2015年現在、川西市内では最新の小学校であり、平成に入って開校した唯一の川西市内の学校でもある。

## 歴史
- 1989年（平成元年）
  - 4月1日 - 開校。
  - 8月28日 - プール完成。
  - 10月1日 - 第1回運動会開催。
- 1990年（平成2年）
  - 2月10日 - 校章・校旗・校歌披露式挙行し、この日（2月10日）を本校創立記念日と定めた。
  - 2月22日 - 開校披露式挙行。
  - 3月23日 - 第1回卒業証書授与式挙行。
  - 4月1日 - 障害児学級開級。
- 1994年（平成6年）6月1日 - 増築校舎完成。
- 1999年（平成11年）2月20日 - 創立10周年記念式典挙行。
- 2001年（平成13年）
  - 4月5日 - 教室棟カーテン取り替え。
  - 10月24日 - 1階教室棟のインターロッキング工事。
- 2003年（平成15年）11月11日 - 創立15周年記念演劇鑑賞会開催。
- 2008年（平成20年）11月1日 - 創立20周年記念式典挙行。

## 主な年間行事
4月
- 入学式

6月
- 修学旅行（6年生）

7月
- 自然学校（5年生） - 平成24年までは1月に行われていた

3月
- 卒業式（4～6年生が出席）

## 周辺施設
- けやき坂多目的広場（けやきフィールド） - 敷地が隣接。
- 公文式けやき坂小学校前教室
- 川西市役所けやき坂行政センター
- けやき坂中央公園
  - 周辺には、「けやき坂中央公園」以外の公園も点在。
- けやき坂中低区配水場
- 川西けやき坂郵便局
- コープこうべコープミニけやき坂店
- けやき坂高区配水場

## アクセス
- 阪急バス「3」・「23」・「102」の各系統[2]で、「けやき坂小学校前」停留所から、徒歩約190m・約3分。

## 通学区域が隣接している学校
- 川西市立清和台小学校
- 川西市立清和台南小学校
- 川西市立多田小学校
- 宝塚市立西谷小学校